# Kępkowcowate
Kępkowcowate (Lyophyllaceae Jülich) – rodzina grzybów znajdująca się w rzędzie pieczarkowców (Agaricales).

## Systematyka
Do rodziny Lyophyllaceae według Dictionary of the Fungi należą rodzaje:
- Asterophora Ditmar 1809 – grzybolubka, nicniczka
- Blastosporella T.J. Baroni & Franco-Mol. 2007
- Calocybe Kühner ex Donk 1962 – gęśnica, majówka
- Calocybella Vizzini, Consiglio & Setti 2015
- Clitolyophyllum Sesli, Vizzini & Contu 2016
- Gerhardtia Bon 1994
- Hypsizygus Singer 1947 – bokownik
- Lyophyllopsis Sathe & J.T. Daniel 1981
- Lyophyllum P. Karst. 1881 – kępkowiec
- Myochromella V. Hofst., Clémençon, Moncalvo & Redhead 2015
- Ossicaulis Redhead & Ginns 1985– lejkownica
- Sagaranella V. Hofst., Clémençon, Moncalvo & Redhead
- Sphagnurus Redhead & V. Hofst. 2014
- Tephrocybe Donk 1962 – popielatek
- Tephrocybella Picillo, Vizzini & Contu 2015
- Termitomyces R. Heim 1942
- Termitosphaera Cif. 1935
- Tricholomella Zerova ex Kalamees 1992
- Tricholyophyllum Qing Cai, G. Kost & Zhu L. Yang 2020[2]

Polskie nazwy na podstawie pracy Władysława Wojewody z 2003 r..